# Rollin' (Air Raid Vehicle)
«Rollin' (Air Raid Vehicle)» es una canción interpretada por la banda estadounidense Limp Bizkit. Fue lanzada como el segundo sencillo de su álbum de 2000 Chocolate Starfish and the Hotdog Flavored Water. Es la única canción de la banda en alcanzar la primera posición en la UK Singles Chart, donde permaneció durante dos semanas.
"Rollin' (Urban Assault Vehicle)", producida por Swizz Beatz, es un remix de "Rollin' (Air Raid Vehicle)" y tiene la participación de los raperos DMX, Redman y Method Man. El remix también fue incluido en Chocolate Starfish and the Hotdog Flavored Water.
"Rollin' (Air Raid Vehicle)" fue usada en el videojuego NHL Hitz 2002, en el anime Devil May Cry, y fue usado como tema de entrada del luchador de WWE The Undertaker, con la banda interpretando el tema en vivo durante WrestleMania XIX

## Video musical
El video musical fue filmado en la azotea de la torre sur del World Trade Center en Nueva York. Al inicio, Ben Stiller y Stephen Dorff le dan a Fred Durst las llaves de su Bentley Azure. Durst toma el carro y lo maneja por las calles con los otros miembros de la banda. El video muestra a Durst con cinco chicas bailando en un cuarto, probablemente en el World Trade Center. El video ganó el Premio al Mejor video de Rock en los MTV Video Music Awards de 2001. El día antes de que las Torres Gemelas fueran destruidas, la banda recibió una carta de agradecimiento del World Trade Center por haber mostrado los edificios en el video.

## Listado de canciones
Parte 1 (blanco)
1. «Rollin' (Air Raid Vehicle)»
2. «Rollin' (Urban Assault Vehicle)»
3. «Take a Look Around» (en vivo)
4. «Rollin'» (video musical)

Parte 2 (índigo)
1. «Rollin' (Air Raid Vehicle)»
2. «Rollin' (Urban Assault Vehicle)»
3. «I Would For You» (en vivo)
4. «Take A Look Around» (instrumental)

Parte 3 (café)
1. «Rollin' (Urban Assault Vehicle)»
2. «Show Me What You Got»
3. «Rollin'» (instrumental)
4. Video Snippets

Rollin' DVD
1. «Rollin' (Air Raid Vehicle)» (video en DVD)
2. «My Generation» (en vivo en Top of the Pops)
3. My Generation/N2Gether Now/Break Stuff/Re-Arranged" (videoclips de 30 segundos)

## Posicionamiento en listas y certificaciones
| Lista (2000-2001)                           | Mejor posición |
| ------------------------------------------- | -------------- |
| Alemania (Offizielle Deutsche Charts)       | 10             |
| Australia (ARIA)                            | 11             |
| Austria (Ö3 Austria Top 40)                 | 10             |
| Bélgica (Flandes) (Ultratop 50)             | 23             |
| Bélgica (Valonia) (Ultratip Bubbling Under) | 13             |
| Estados Unidos (Billboard Hot 100)          | 65             |
| Estados Unidos (Alternative Airplay)        | 4              |
| Estados Unidos (Mainstream Rock Tracks)     | 10             |
| Estados Unidos (Radio Songs)                | 60             |
| Finlandia (OFC)                             | 3              |
| Francia (SNEP)                              | 72             |
| Irlanda (IRMA)                              | 1              |
| Noruega (VG-lista)                          | 9              |
| Nueva Zelanda (Recorded Music NZ)           | 14             |
| Países Bajos (Dutch Top 40)                 | 16             |
| Reino Unido (UK Singles Chart)              | 1              |
| Suecia (Sverigetopplistan)                  | 8              |
| Suiza (Schweizer Hitparade)                 | 21             |
| Unión Europea (Eurochart Hot 100)           | 4              |

| País        | Organismo certificador | Certificación  | Ventas  |
| ----------- | ---------------------- | -------------- | ------- |
| Australia   | ARIA                   | Disco de Oro   | 35 000  |
| Reino Unido | BPI                    | Disco de Plata | 200 000 |

### Sucesión en listas
| Predecesor: «Love Don't Cost a Thing» de Jennifer López    | UK Singles Chart — Sencillo número uno 21 de enero de 2001 — 10 de febrero de 2001    | Sucesor: «Whole Again» de Atomic Kitten |
| Predecesor: «Stuck in a moment you can't get out of» de U2 | Irish Singles Chart — Sencillo número uno 2 de febrero de 2001 — 8 de febrero de 2001 | Sucesor: «Whole Again» de Atomic Kitten |